# Melanopolia ruficornis
Melanopolia ruficornis là một loài bọ cánh cứng trong họ Cerambycidae.